# North Tawton
North Tawton est une ville et une paroisse civile du Devon, située dans le sud-ouest de l'Angleterre.

## Géographie
Elle est située dans la circonscription Torridge and West Devon, près de Torridge.

## Jumelages
- Blangy-le-Château (France) depuis 1975